# Sharif ibn Ali
Abū l-Amlak Sīdī Muḥammad al-Sharīf ibn ʿAlī (in arabo مولاي علي الشريف‎?; 1589 – 5 giugno 1659) è considerato il fondatore e il primo sultano della dinastia alawide (o alawita), la dinastia che tutt'oggi regna sul Marocco.

## Biografia

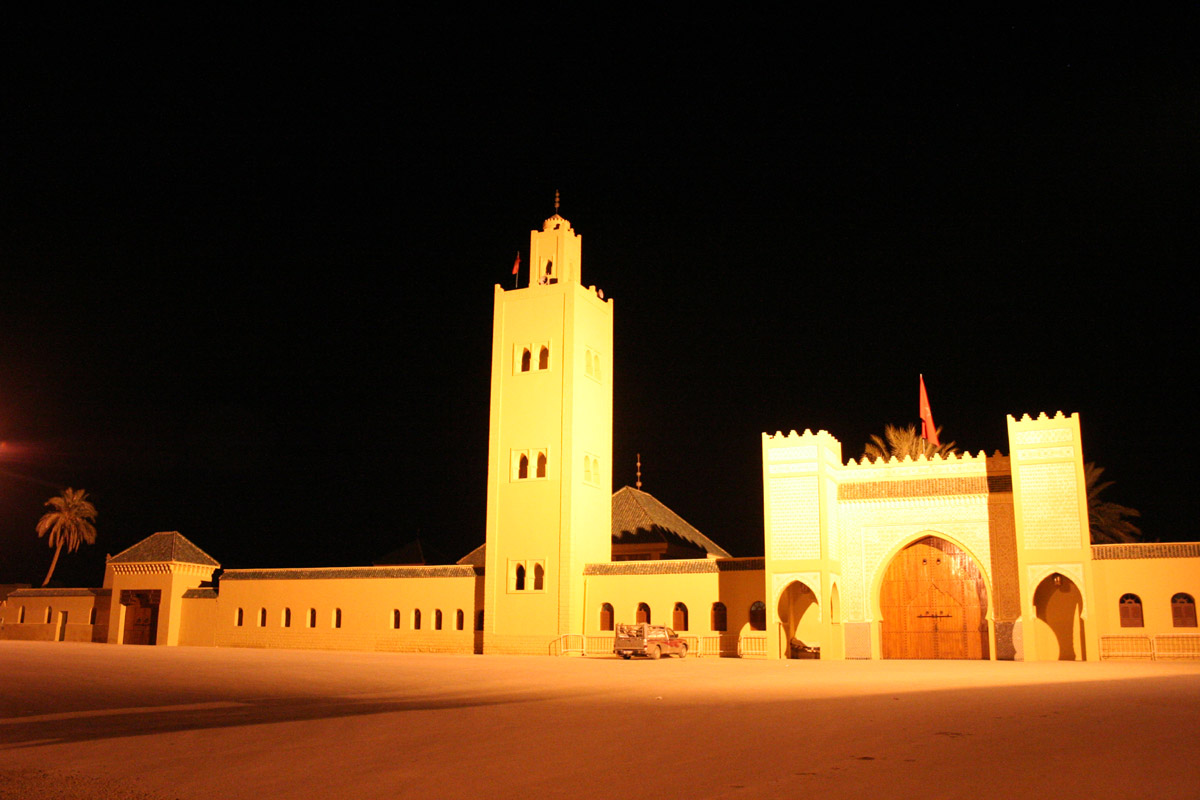
Il mausoleo di Muḥammad ibn ʿAlī al-Sharīf a Rissani.

Dopo la morte del famoso sultano della dinastia Sa'diana Aḥmad al-Manṣūr, il Marocco entrò in un periodo turbolento caratterizzato dalla guerra civile per il trono tra i figli del sultano defunto, e dalla frammentazione del paese a beneficio dei vari signori della guerra
All'inizio del regno di Zaydan al-Nasir il Sultanato sa'diano era molto indebolito. La confraternita mistica della Zawiya di Dila controllava il centro del Marocco, la Zawiya di Illigh estese la propria influenza sulle regioni del Sous e sul Draa, il signore della guerra Sidi al-Ayashi prese possesso della pianura, delle coste atlantiche del nord-ovest, Salé divenne una repubblica gestita da corsari, Tetuan divenne una città-stato governata dalla famiglia Naqsis.
Muḥammad ibn ʿAlī al-Sharīf era il figlio maggiore di ʿAlī al-Sharīf al-Marrakushī, era discendente di Ḥasan al-Dākhil, un discendente di Maometto originario di Yanbuʿ. Ḥasan al-Dākhil si stabilì a Sigilmassa nel XIII secolo come guida religiosa su invito della gente del posto, che in tal modo speravano di beneficiare della báraka dello Sharīf.
La famiglia alawita aveva molto prestigio nella città di Sigilmassa e nella regione di Tafilalet, e, approfittando di questa situazione di anarchia, Muḥammad ibn ʿAlī estese la propria autorità su gran parte della regione di Tafilalet.

Sigilmassa aveva una grande rivalità con Tabuasamt, una fortezza non lontana. Nel 1633 Muḥammad chiese l'aiuto di Sīdī ʿAlī, signore di Sous (Tazerwalt), con il quale aveva rapporti di amicizia, per combattere Tabuasamt. Sīdī ʿAlī inviò truppe che si stabilirono a Sigilmassa, per prepararsi ad attaccare Tabuasamt. I berberi della regione di Tabuasamt si allearono con la Zawiya di Dila, che inviò truppe in loro soccorso. Per evitare la guerra, fu concordato un armistizio tra il luglio 1633 e il giugno 1634. Muḥammad ibn ʿAlī riconobbe l'autorità di Sīdī ʿAlī, in cambio della protezione dai suoi nemici.
Nel tentativo di render vana l'alleanza tra Sīdī ʿAlī e Muḥammad ibn ʿAlī, Tabuasamt si sottomise a Sīdī ʿAlī.

Nel 1636 il figlio di Muḥammad ibn ʿAlī, Muḥammad ibn Sharif, formò un esercito di duecento uomini e conquistò Tabuasamt, massacrandone la popolazione e saccheggiandola. Sīdī ʿAlī infuriato per tale atto, ordinò al suo delegato a Sigilmassa di arrestare Muḥammad ibn ʿAlī e di mandarlo a Sous, dove rimase prigioniero da Sīdī ʿAlī fino a quando il figlio Muḥammad ibn Sharīf non pagò un grosso riscatto nel 1637 o nel 1638.
Mentre il padre era in prigione, Muḥammad ibn Sharīf consolidò l'autorità della dinastia su Tafilalet. Il saccheggio di Tabuasamt gli ha permise di formare un piccolo esercito, ma il suo successo fu dovuto più all'alleanza con le tribù della regione, ostili all'amministrazione di Sīdī ʿAlī, che abusava del proprio potere e imponeva pesanti tasse.
Quando Muḥammad ibn ʿAlī tornò dalla sua prigionia a Sigilmassa abdicò in favore del figlio Muḥammad.
Muḥammad ibn ʿAlī morì il 5 giugno del 1659.  Il suo mausoleo si trova nella città di Rissani.